# Rowan Blanchard
Rowan Blanchard (Los Angeles, 14 d'octubre de 2001) és una actriu i activista estatunidenca. Es va fer coneguda pel paper de Riley Matthews en la sèrie de Disney Channel Girl Meets World. Des de llavors, ha tingut papers com Jackie Geary a la comèdia d'ABC The Goldbergs (2017-2018) i Alexandra Cavill a la sèrie de TNT Snowpiercer (2020-2022).

## Primers anys
Blanchard va néixer a Los Angeles (Califòrnia), els seus pares són instructors de ioga. El seu avi patern va ser immigrant de l'Orient Mitjà, d'origen armeni, i els avantpassats de la seva àvia paterna són d'Anglaterra, Dinamarca i Suècia. Els seus besavis paterns es van conèixer a Alep. Porta el nom d'un personatge de la novel·la The Witching Hour d'Anne Rice. Rowan té dos germans petits, Carmen i Shane.

## Carrera
Blanchard va començar a actuar amb cinc anys. El 2010 Rowan va fer el paper de la filla de Mona a The Back-up Plan i formava part de l'elenc principal de la sèrie original de Disney Junior Dance-A-Lot Robot com a Caitlin.
El 2011 va ser escollida com a Rebecca Wilson a Spy Kids: All the Time in the World, i com a Raquel Pacheco a Little in Common. A finals de gener de 2013, Blanchard va interpretar el paper de Riley Matthews en la sèrie de Disney Channel Girl Meets World. També va cantar la cançó inicial, juntament amb Sabrina Carpenter. El personatge principal és la filla de Cory i Topanga de Boy Meets World. A principis de gener de 2015 Blanchard va ser triada com a Cleo en la pel·lícula de Disney Channel Invisible Sister.
Del 2017 al 2018, Blanchard va tenir un paper recurrent a la sèrie d'ABC The Goldbergs. El setembre de 2017, Blanchard va anunciar que llançaria un llibre, titulat Still Here, que es va publicar el febrer de 2018. Blanchard també va protagonitzar l'adaptació al llargmetratge A Wrinkle in Time, que es va estrenar el març de 2018.
El 27 de març de 2019, Deadline Hollywood va informar que Blanchard va interpretar a Alexandra Cavill a Snowpiercer de TNT, un thriller futurista protagonitzat per Jennifer Connelly i Daveed Diggs basat en la pel·lícula sud-coreana-txeca del 2013 de Bong Joon-ho., produïda per Tomorrow Studios de Marty Adelstein i Turner's Studio T. Blanchard va aparèixer com a artista convidada en la primera temporada per convertir-se en principal en la segona.
Va protagonitzar amb Auli'i Cravalho la pel·lícula de Hulu Crush, que es va estrenar l'abril del 2022.

## Vida personal
El 2014, Blanchard va revelar a Instagram que havia estat lluitant amb la depressió. Va escriure: "A mesura que em vaig trobar, aquest any en particular, passant per alts i baixos amb la depressió, em vaig adonar que en lloc de rebutjar i ostracitzar aquests sentiments adolescents (sentiments humans), puc aprendre a estimar-ne la intensitat i saber que tot és momentani."
En una sèrie de tuits el gener de 2016, va declarar que, tot i que "només li havien agradat els nois" en el passat, estava "oberta a què li agradara qualsevol gènere" i, per tant, s'identifica com a queer.
Blanchard és activista en temes com el feminisme, els drets humans i la violència armada. Tot i que la majoria dels seus comentaris sobre aquests temes es publiquen a través de Twitter o Tumblr, ha parlat a la conferència anual de l'ONU Dones i el Comitè Nacional dels EUA com a part de #TeamHeForShe, una campanya feminista.
L'abril de 2018, Blanchard va criticar Israel i les seves operacions militars a les seves xarxes socials i va compartir la seva pròpia publicació amb una foto de l'activista palestina Ahed Tamimi sostenint la bandera palestina. En la mateixa publicació, Blanchard va expressar el seu suport al costat palestí de les protestes a la frontera de Gaza 2018-2019. El maig de 2018, Blanchard va tornar a criticar Israel a les seves xarxes socials i va compartir una altra foto d'Ahed Tamimi. Blanchard va escriure que "Gaza es qualifica sota totes les definicions de genocidi, però els manifestants massacrats sempre s'han d'identificar com a 'pacífics'".

## Filmografia
| Any  | Títol                               | Paper                   | Notes        |
| ---- | ----------------------------------- | ----------------------- | ------------ |
| 2010 | The Back-up Plan                    | Filla de 7 anys de Mona |              |
| 2011 | Little in Common                    | Raquel Pacheco          |              |
| 2011 | Spy Kids: All the Time in the World | Rebecca Wilson          |              |
| 2016 | The Realest Real                    | Paige                   | Curtmetratge |
| 2018 | A Wrinkle in Time                   | Veronica Kiley          |              |
| 2019 | A World Away                        | Jessica                 |              |
| 2022 | Crush                               | Paige                   |              |

| Any          | Títol                 | Paper                                       | Notes                                                                |
| ------------ | --------------------- | ------------------------------------------- | -------------------------------------------------------------------- |
| 2010         | Dance-a-Lot Robot     | Caitlin                                     | Personatge principal; sèrie original de Disney Junior                |
| 2014–present | Girl Meets World      | Riley Matthews                              | Personatge protagonista; sèrie original de Disney Channel            |
| 2015         | Best Friends Whenever | Riley Matthews                              | Convidada a l'episodi: "Cyd and Shelby's Haunted Escape"             |
| 2015         | Invisible Sister      | Cleo                                        | Pel·lícula original de Disney Channel                                |
| 2016         | Beat Bobby Flay       | Ella mateix                                 | 1 episodI                                                            |
| 2017–2018    | The Goldbergs         | Jackie Geary                                | Personatge recurrent                                                 |
| 2018         | Neo Yokio             | Bergdorf Chan / Salesclerk 3 / Teenage Girl | Veu, 1 episodi                                                       |
| 2018–2019    | Splitting Up Together | China                                       | 2 episodis                                                           |
| 2020–2022    | Snowpiercer           | Alexandra Cavill                            | Convidada en la primera temporada, personatge principal en la segona |

## Premis i nominacions
| Any  | Premi               | Categoria                                         | Obra                                | Result  |
| ---- | ------------------- | ------------------------------------------------- | ----------------------------------- | ------- |
| 2012 | Premis Artista Jove | Millor actriu juvenil en cinema menor de deu anys | Spy Kids: All the Time in the World | Nominat |
| 2016 | Teen Choice Awards  | Estrella de televisió d'estiu: Dona               | Girl Meets World                    | Nominat |
| 2017 | Kids' Choice Awards | Favorite Female TV Star                           | Girl Meets World                    | Nominat |
| 2017 | Teen Choice Awards  | Choice Changemaker                                | Ella mateixa                        | Nominat |